# オーファン受容体
オーファン受容体（－じゅようたい、英:Orphan Receptor）とはリガンドが同定されていない受容体タンパク質である。孤児受容体ともいう。遺伝子配列の解析により既知の受容体タンパク質のファミリーとアミノ酸配列の一部が類似しているが、そのリガンド・機能が不明なものが多く存在することが分かりこのように呼ばれている。オーファン受容体として発見された後にリガンドが同定されたものは"Adopted Orphan Receptor"と呼ばれる。オーファン受容体はGタンパク質共役受容体やステロイド受容体のファミリーに多く存在し、Adopted Orphan Receptorとして肝臓X受容体（LXR）、ペルオキシソーム増殖因子活性化受容体（PPAR）などが知られる。過去には既知のリガンドを用いて未知の受容体タンパク質を発見するという方法がとられていたためオーファン受容体は存在し得なかったが、現在ではcDNAライブラリーのスクリーニングなどの分子生物学的手法を用いることにより、リガンドが分かっていなくとも既知の受容体と類似の配列を持った受容体タンパク質を同定できる。